# Kodeks 0280
Kodeks 0280 (Gregory-Aland no. 0280) – grecki kodeks uncjalny Nowego Testamentu na pergaminie, datowany metodą paleograficzną na VIII wiek. Rękopis jest przechowywany na Synaju. Tekst rękopisu nie jest wykorzystywany we współczesnych wydaniach greckiego Nowego Testamentu. 

## Opis
Zachował się jedynie fragment 1 pergaminowej karty rękopisu, z greckim tekstem Listu do Hebrajczyków (9,14-18). Karta prawdopodobnie miała rozmiar 31 na 23 cm. Tekst jest pisany dwoma kolumnami na stronę, 24 linijek tekstu na stronę. Jest palimpsestem. 

## Historia
INTF datuje rękopis 0280 na VIII wiek . 
Rękopis został znaleziony w maju 1975 roku podczas prac restauracyjnych w klasztorze wraz z wieloma innymi rękopisami . Na listę greckich rękopisów Nowego Testamentu wciągnął go Kurt Aland, oznaczając go przy pomocy siglum 0280. Został uwzględniony w II wydaniu Kurzgefasste. Rękopis nie jest wykorzystywany we współczesnych wydaniach greckiego Nowego Testamentu (NA27, NA28, UBS4). 
Rękopis jest przechowywany w Klasztorze Świętej Katarzyny (N.E. ΜΓ 15a) na Synaju . 